# Taft Jordan
Taft Jordan (Florence, 15 februari 1915 - New Orleans, 1 december 1981) was een Amerikaanse jazz-trompettist en -zanger. Hij werkte onder meer bij Duke Ellington en speelde mee op vele platen, onder meer van Miles Davis.
Jordan, die beïnvloed werd door Louis Armstrong speelde bij de Washboard Rhythm Kings en was van 1933 tot 1942 lid van het orkest van Chick Webb, ook nadat Ella Fitzgerald de touwtjes in handen nam. Hij was hier naast Bobby Stark de belangrijkste soloist. Met dit orkest maakte hij ook opnames. In deze periode nam hij in 1935 ook nummers op met een all star-band (onder meer met Teddy Wilson en John Kirby). Van 1943 tot 1947 maakte hij deel uit van het orkest van Duke Ellington. Van 1949 tot 1953 werkte hij in de Savannah Club in New York, met onder meer Lucille Dixon. in 1958 toerde hij met bandleider Benny Goodman. In het begin van de jaren zestig had hij enige jaren een eigen groep, waarmee hij ook lp's maakte, voor Mercury Records, Aamco Records en Moodsville..
In de jaren veertig en vijftig speelde Taft Jordan mee op talloze plaatopnames, van onder meer Billie Holiday, Sarah Vaughan, Pearl Bailey, Dizzy Gillespie, Charles Thompson, Jesse Stone, Willie Bryant, Big Maybelle, Big Joe Turner, Lonnie Donegan, Mickey Baker, King Curtis, Dakota Staton, Lavern Baker, Jimmy Lewis Guitar en Louis Armstrong. Eind jaren vijftig en begin jaren zestig was hij trompettist bij opnames van enkele belangrijke platen van Miles Davis (Miles Ahead en Sketches of Spain).

## Discografie (selectie)
met Duke Ellington
- Duke Ellington 1942-1944, Classics, 1996
- Black, Brown and Beige: 1944-1946 Band Recordings, Bluebird RCA
- Duke Ellington 1945 volume 1/volume 2, Classics Jazz, 1997
- Live at the Zanzibar Club 1945, Magnum Collectors
- Carnegie Hall Concerts, 1946

met Miles Davis
- Miles Ahead, 1957
- Sketches of Spain, 1960

als leider
- The Swingville All-Stars, 1960
- Mood Indigo, 1961
- The Moods of Taft Jordan, 1961
- Taft Jordan Plays Duke Ellington, 1961

- Biblioteca Nacional de España: XX1583370
- Bibliothèque nationale de France: cb13895762h (data)
- Gemeinsame Normdatei: 134420179
- International Standard Name Identifier: 0000 0001 1476 9281
- Library of Congress Control Number: no93030470
- MusicBrainz: 5aebdff4-1f98-40d5-b02c-c93ddf8d0641
- Istituto Centrale per il Catalogo Unico: DDSV044883
- Virtual International Authority File: 88075842
- WorldCat: E39PBJd3KBR9KdxgGBV76TtYfq